# Денисовка (Воронежская область)
Денисовка — посёлок в Аннинском районе Воронежской области России. Входит в состав Мосоловского сельского поселения.

## География
Посёлок расположен в 13 км по автодорогам к северу от районного центра и в 7,1 км по автодорогам к северу от центра сельсовета, села Мосоловка.

## История
Посёлок основан в 1897 году в результате переселения части жителей села Мосоловка.
По переписи 1926 года в посёлке Мосоловского сельсовета Садовской волости Усманского уезда Воронежской губернии проживало 127 человек в 26 хозяйствах. По данным 1932 года в посёлке Денисовка Мосоловского сельсовета Анненского района ЦЧО жило 162 человека.

## Население
| 2000 | 2005 | 2010 |
| ---- | ---- | ---- |
| 25   | ↘14  | ↘1   |

По переписи 2002 года в посёлке проживало 14 человек, русские (93 %). По переписи 2010 года — 6 человек (3 мужчины и 3 женщины). По переписи 2021 года — 13 человек (12 русских и 1 татарин).

## Инфраструктура
Земли вокруг посёлка обрабатывает СПК «Агро-Нива» (площадь пашни — 966 га; выращивает в основном зерно и подсолнечник, а также сою) — правопреемник КФХ Загорнова А. П. Ферма занимает площадь 1250 м².
В посёлке единственная улица — Денисова протяжённостью 1500 метров с грунтовым покрытием, с изреженной застройкой. На 2009 год количество домовладений составляло 8 единиц. Водопровод отсутствует, отопление печное дровами и углём.